# Коков, Леонид Сергеевич
Леонид Сергеевич Коков (род. 25 ноября 1955 года, с. Закладное, Романовский район, Алтайский край, СССР) — советский и российский хирург, радиолог, член-корреспондент РАМН (2007), член-корреспондент РАН (2014), академик РАН (2019).

## Биография
Родился 25 ноября 1955 года в селе Закладное Романовского района Алтайского края.
В 1979 году — окончил 2-й Московский государственный медицинский институт, после чего по распределению оказался в Институте хирургии имени А. В. Вишневского АМН СССР, в лаборатории рентгеновских и внутрисердечных методов исследования (сейчас это — отделение рентгенохирургических методов диагностики и лечения), что полностью соответствовало профилю его подготовки (руководитель и создатель лаборатории — профессор Ю. Д. Волынский.
В 1984 году — защитил кандидатскую диссертацию, тема: «Оценка и коррекция нарушений бронхиального кровообращения при хирургическом лечении тетрады Фалло», в ней впервые в СССР была разработана классификация нарушений коллатерального кровоснабжения легких при тяжелых «цианотических» пороках сердца у детей, предложены схемы эндоваскулярного обследования и лечения этих нарушений как перед радикальной коррекцией тетрады Фалло, так и после операции в случае развития сердечной недостаточности или кровохарканья, показана возможность рентгеноэндоваскулярной окклюзии коллатеральных сосудов легких, бронхиальных и других артерий — при лечении врожденных артерио-венозных ангиодисплазий у детей.
В 1992 году — защитил докторскую диссертацию, тема: «Чрескожная катетерная баллонная вальвулопластика при митральном стенозе», им впервые в нашей стране разработаны и внедрены в клинику операции эндоваскулярной коррекции ревматических пороков сердца у беременных, что позволило не только разработать и внедрить в клинику применение новых отечественных внутрисосудистых стенов, но и обосновать тактику лечения больных после этих эндоваскулярных операций, что расширило границы возрастной и функциональной операбельности пациентов с поражением периферических сосудов.
В 1995 году — присвоено учёное звание профессора.
В 2007 году — избран членом-корреспондентом РАМН.
В 2014 году — стал членом-корреспондентом РАН (в рамках присоединения РАМН и РАСХН к РАН).
В 2019 году — стал академиком РАН (Отделение медицинских наук (эндоваскулярная хирургия)).
В настоящее время — заведующий отделением лучевой диагностики Московского городского научно-исследовательского института скорой помощи имени Н. В. Склифосовского, заведующий кафедрой лучевой диагностики.

### Семья
- отец — Коков Сергей Леонидович (1928—1959), инженер
- мать — Кокова Зинаида Леонидовна (1928 г. рожд.), педагог
- супруга — Кокова Наталья Игоревна (Пестова) (1959 г. рожд.), к.м.н., врач ультразвуковой диагностики[4].
- дочь — Кокова Мария Леонидовна (1982 г. рожд), филолог
- сын — Коков Михаил Леонидович (1989 г. рожд.)

## Научная деятельность
Область научных интересов: эндоваскулярная хирургия, диагностическая и интервенционная радиология, интервенционная кардиоангиология.
Под его руководством и при его научной консультации защищены 2 докторские и 11 кандидатских диссертаций, посвященных лечению врожденных пороков сердца и заболеваний сосудов у детей.
Автор более 250 научных работ, опубликованных в отечественных и зарубежных научно-медицинских журналах и сборниках, четырёх руководств, одного учебного пособия, пяти глав в руководствах.
В качестве автора отдельных глав участник издания монографий:
- «Эндоваскулярная терапия и хирургия легочных кровотечений» (Иркутск, 1981);
- руководство «Хирургия поджелудочной железы» (М.: Медицина, 1995);
- «Хирургическая панкреатология», Интерактивный электронный атлас операций на поджелудочной железе (М., 1997);
- «Хирургическая панкреатология» (М., 1998);
- «Хирургическая инфекция»// Интерактивный электронный атлас (М., 2002).

Главный редактор журнала «Диагностическая и интервенционная радиология», член редколлегии журнала «Ангиология и сосудистая хирургия» и редколлегии «Международного журнала интервенционной кардиоангиологии».

## Награды
- Орден Пирогова (5 февраля 2024 года) — за большой вклад в развитие отечественной науки, многолетнюю плодотворную деятельность и в связи с 300-летием со дня основания Российской академии наук[5]
- Премия Правительства Российской Федерации в области науки и техники (в составе группы, за 2010 год) — за разработку и внедрение методов эндоваскулярной хирургии для сохранения и восстановления репродуктивного здоровья женщин[6]
- Медаль «В память 850-летия Москвы»
- Почётная грамота РАМН